# Plan-les-Ouates
Plan-les-Ouates ist eine politische Gemeinde des Kantons Genf in der Schweiz.

## Geographie
Sie liegt südlich der Aire und dem Ruisseau des Marais. Die Einheimischen werden Plan-les-Ouatiens genannt.
Die 1851 aus der ehemaligen Grossgemeinde Compesières, zu der auch Bardonnex gehörte, gegründete Gemeinde besteht aus den Dörfern Saconnex-d’Arve, Arare, La Chapelle und Plan-les-Ouates.

## Bevölkerungsentwicklung
| Jahr      | 1860 | 1900 | 1950 | 1980 | 2000 | 2010 | 2012   | 2014   | 2015   | 2016   | 2017   | 2022   |
| Einwohner | 857  | 880  | 1665 | 3647 | 6804 | 9984 | 10'250 | 10'281 | 10'344 | 10'571 | 10'677 | 10'601 |

## Politik

### Legislative – Gemeinderat
- Grüne: 5
- SP: 4
- Mitte-GLP: 7
- FDP: 6
- MCG: 2
- SVP: 3

Die gesetzgeberische Gewalt wird durch den Munizipalrat (Conseil municipal) wahrgenommen. Er zählt 27 Sitze und wird alle fünf Jahre direkt vom Volk im Proporzwahlverfahren mit einer 7-Prozent-Hürde gewählt. Der Munizipalrat bestimmt das Stadtbudget und stimmt über Vorlagen der Stadtregierung (Conseil administratif) ab. Ausserdem kann er selber Vorstösse lancieren. Die oben stehende Grafik zeigt die Sitzverteilung nach den letzten Gemeindewahlen vom März 2025.

### Wappen
Das Gemeindewappen verweist mit dem Schwert auf die siegreichen Schlachten der Genfer gegen die Truppen des Herzogs von Savoyen im Juni 1589 sowie auf die Milizlager des 19. Jahrhunderts und erinnert mit dem Malteserkreuz an die ehemalige Vereinigung von Plan-les-Ouates mit Compesières.

## Sport
Der RC Genève Plan-les-Ouates gehört zu den führenden Rugby-Union-Vereinen des Landes und wurde mehrmals Schweizer Meister. Seine Heimspiele trägt er im Centre sportif des Cherpines aus.